# Heinrich Leopold Rubens
Heinrich Leopold Rubens (30 març 1865, Wiesbaden, Hessen, Confederació Germànica - 17 juliol 1922, Berlín, República de Weimar) fou un destacat físic alemany.

## Vida
Rubens inicià els seus estudis superiors a la Universitat Tècnica de Darmstadt estudiant enginyeria elèctrica i a la Universitat Tècnica de Berlín, per després estudiar física a la Universitat d'Estrasburg i a la Universitat de Berlín, on hi obtingué el doctorat sota la direcció d'August Kundt el 1889 amb la tesi Die selective Reflexion der Metalle ("La reflexió selectiva dels metalls"). Hi quedà com a Privatdozent dins el 1896, any en què fou nomenat professor de física i química a la Universitat Tècnica de Berlín. El 1900 passà a la universitat de Berlín succeint Paul Drude. Rebé la Medalla Rumford de la Royal Society el 1910 i un doctorat honorari de la Universitat de Cambridge. Fou membre de les acadèmies de ciències de Berlín i Göttingen.

## Obra
Rubens es dedicà a la recerca en el camp de les ones electromagnètiques, especialment en la zona de l'infraroig. Les seves mesures foren decisives perquè Max Planck pogués formular la seva llei de radiació del cos negre.